# Illa de la Revolució d'Octubre
L'illa de la Revolució d'Octubre (rus: о́стров Октя́брьской Револю́ции, óstrov Oktiàbrskoi Revoliütsi) és la principal de l'arxipèlag rus de la Terra del Nord, a l'Àrtida, situada entre les illes Komsomólets i Pioner al nord i l'illa Bolxevic al sud.
Fou explorada per primera vegada per l'expedició de Gueorgui Uixàkov i Nikolai Urvantsev (1930-1932), que foren els qui li donaren aquest nom en honor de la Revolució Russa. Un decret aprovat l'1 de desembre del 2006 pel govern regional de Taimíria va proposar canviar el nom a l'illa per passar a ser nomenada illa de Santa Alexandra (остров Святой Александры, óstrov Sviatoi Aleksandri) en honor de l'tsarina Alexandra, assassinada durant la revolució bolxevic. Amb tot, l'1 de gener aquest govern va passar a dependre del Krai de Krasnoiarsk i la iniciativa no va prosperar.
Té una superfície estimada de 14.170 km², amb què és la 59a més gran del món. Culmina al mont Karpinski, de 965 metres. La meitat de l'illa és coberta de glaceres que arriben fins al mar. A les parts lliures de gel, la vegetació és de tipus desèrtic o de tundra.
L'illa de la Revolució d'Octubre té cinc glaceres principals: Rusànov, Karpinski, Universitetski, Vavílov i Albànov, més la de Maliutka, més petita. De 1974 a 1988, a la part nord de la glacera Vavílov hi va funcionar una estació meteorològica. Entre les glaceres discorren diversos rius, el principal dels quals és el Bólxaia, en direcció nord-oest.